# 戸塚料金所
座標: 北緯35度25分23秒 東経139度32分22秒 / 北緯35.42306度 東経139.53944度

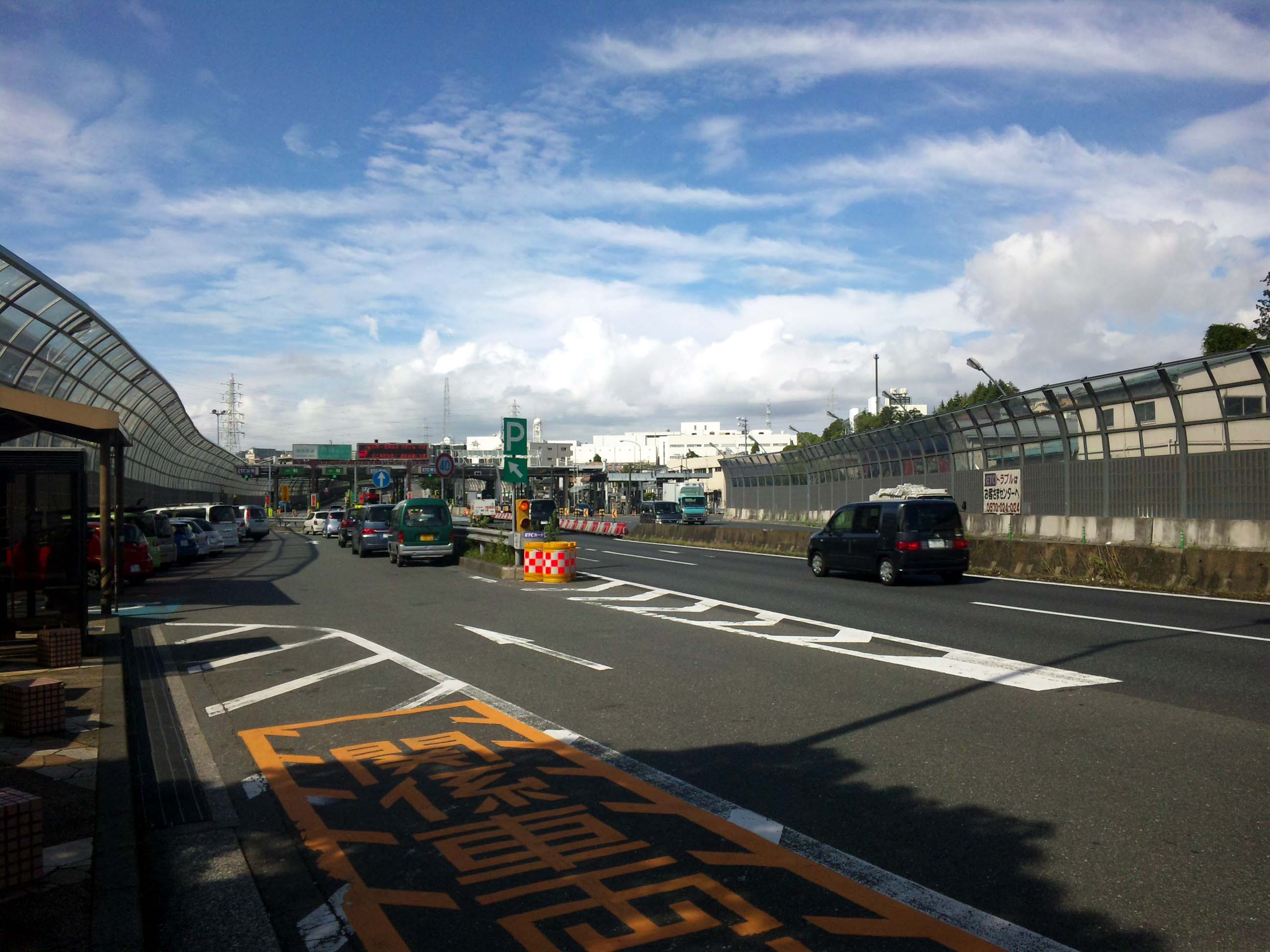
戸塚PAから見た料金所

戸塚料金所（とつかりょうきんじょ）は、神奈川県横浜市戸塚区にある横浜新道の本線料金所。
戸塚PAが併設されている。

## 道路
- E83 横浜新道

## 料金所施設
ブース数：13

### 戸塚方面
- ブース数：6
  - ETC専用：3
  - 一般：3

### 保土ヶ谷方面
- ブース数：7
  - ETC専用：3
  - 一般：4

## 隣
E83 横浜新道
(14) 川上IC - 戸塚PA / TB - (15) 上矢部IC